# 娜傑日達·庫爾琴科
娜傑日達·弗拉基米羅夫娜·庫爾琴科（俄语：Надежда Владимировна Курченко；1950年12月29日—1970年10月15日），已故蘇聯民航空中服務員。她於蘇聯民航244號班機劫機事件中提醒機組人員有乘客劫機，並用肉身抵擋沒有上鎖的駕駛艙。她在與其中一名劫機者掙扎過程中被槍殺。
庫爾琴科在死後被追授紅旗勳章。吉薩爾山脈的一座山、小行星2349、一艘液貨船以及在蘇呼米的一座公園和一條街道均以她的名字命名。

## 早年生活
庫爾琴科出生在俄羅斯蘇維埃聯邦社會主義共和國阿爾泰邊疆區克柳奇區的新波塔瓦。在寄宿學校完成了學業後，她的父母就搬去了乌德穆尔特共和国的一個農村居住。庫爾琴科立志要入學就讀法學院，但最後她成爲了空服員。1968年她搬到了阿布哈茲並在蘇呼米機組的會計部工作。

## 逝世
1970年10月15日，一架安托諾夫An-24b的蘇聯民航244班級離開巴統前往克拉斯諾達爾。在起飛後的五分鐘，在高空距離地面800米（2,600英尺）, 兩名男子把庫爾琴科叫來，並向其展示削短型霰彈槍以及手榴彈。他們想讓庫爾琴科把紙條交給駕駛艙人員並要求機師改變航道飛往土耳其。事實上劫機者普拉納斯·布拉津斯卡斯和他十三歲的兒子阿利吉爾達斯想叛逃蘇聯。庫爾琴科隨即跑向駕駛艙方向並大聲呼喊「有人襲擊！」劫機者立即追了上去。阿利吉爾達斯向乘客們大喊「不要起來否則我們會炸毀飛機！」
庫爾琴科向機組人員大喊「小心，他們有武器！」，這也是她生前的最後一句話。她嘗試把劫機者的削短型霰彈槍打掉在地上，糾纏期間普拉納斯·布拉津斯卡斯往庫爾琴科胸口上開了兩槍，她隨即倒下。

## 後續
庫爾琴科被安葬在蘇呼米，但二十年之後由於蘇呼米的動亂，她的遺體被改葬到格拉佐夫的一個墓園裏。
在庫爾琴科死後，幾乎所有的蘇聯民航客機上都會安排幾名蘇聯內務部的人員在內。被劫持的飛機經維修後繼續服役，而在客艙裏則掛上了庫爾琴科的照片。位於伊熱夫斯克則有一間紀念庫爾琴科的博物館

## 圖集

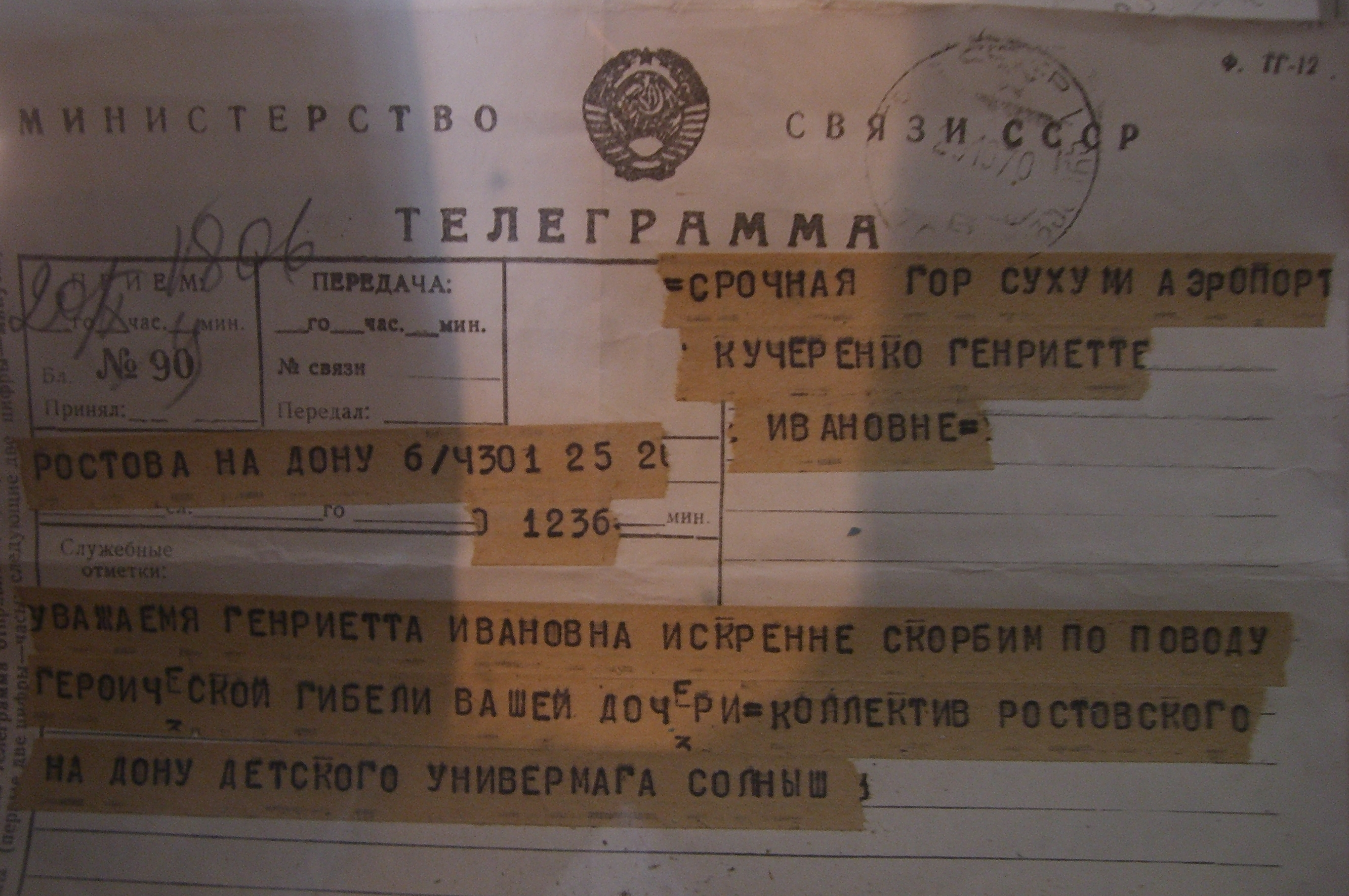
通知庫爾琴科母親關於其女兒死訊的電報
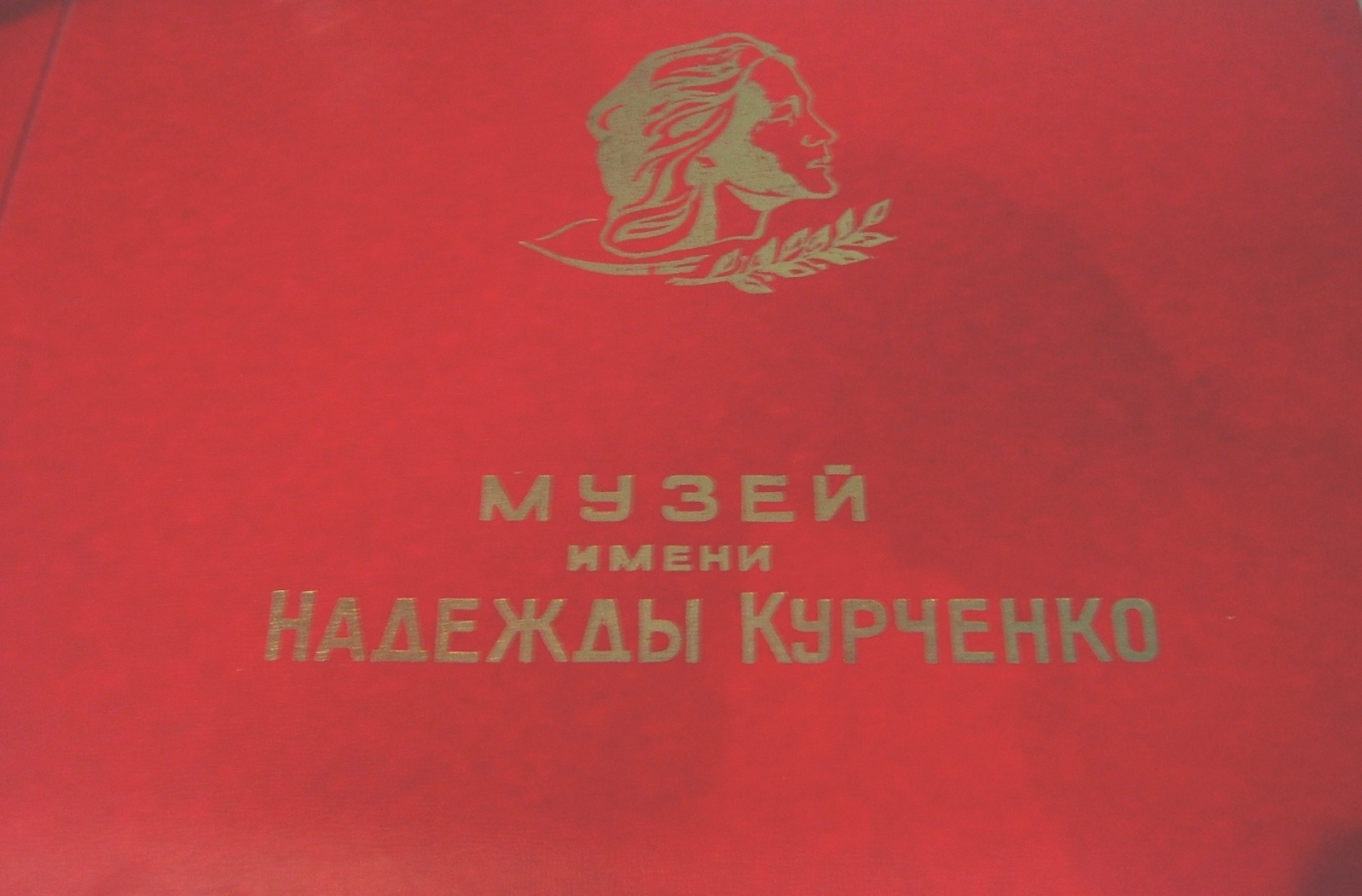
位於伊熱夫斯克的庫爾琴科博物館
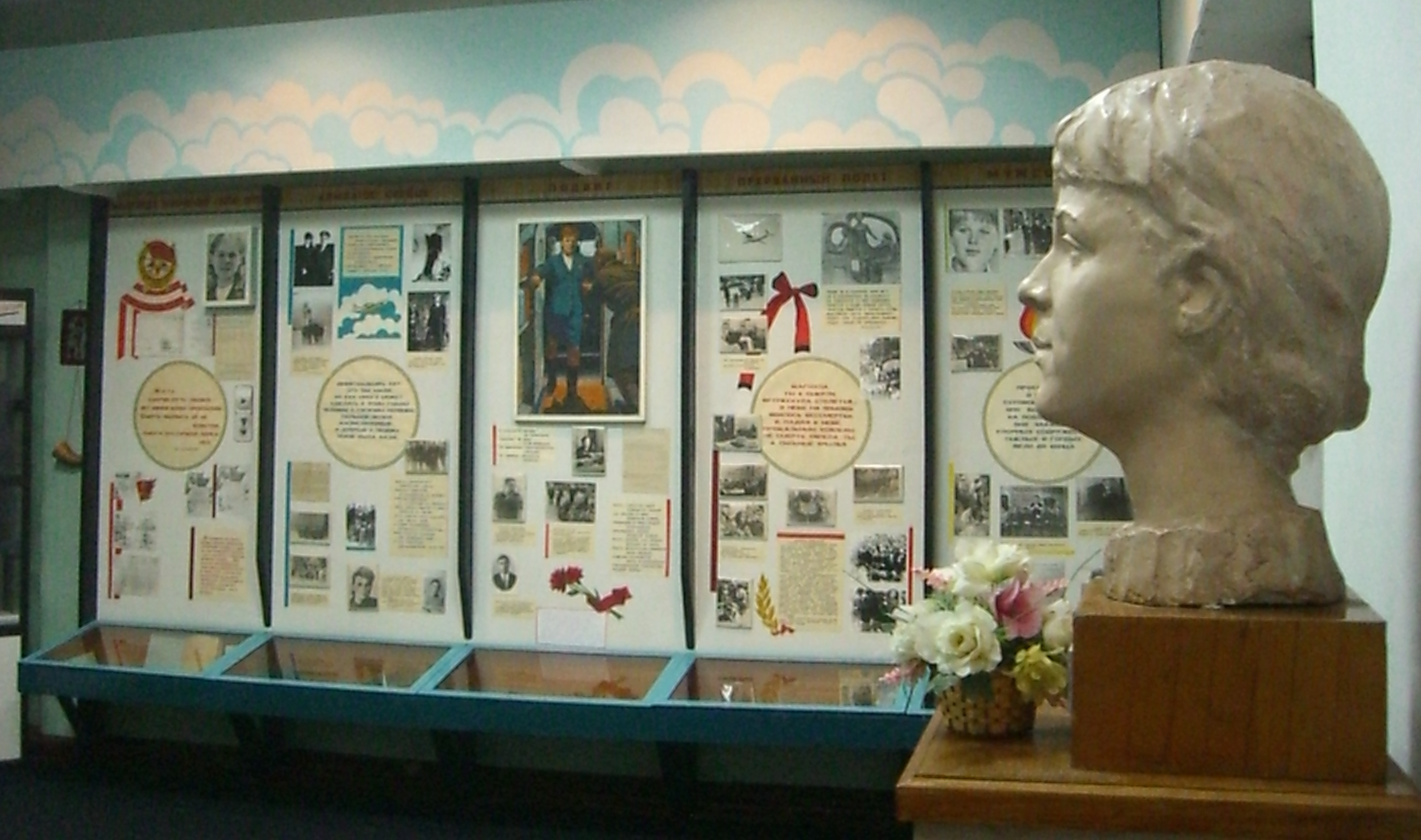
博物館的陳設
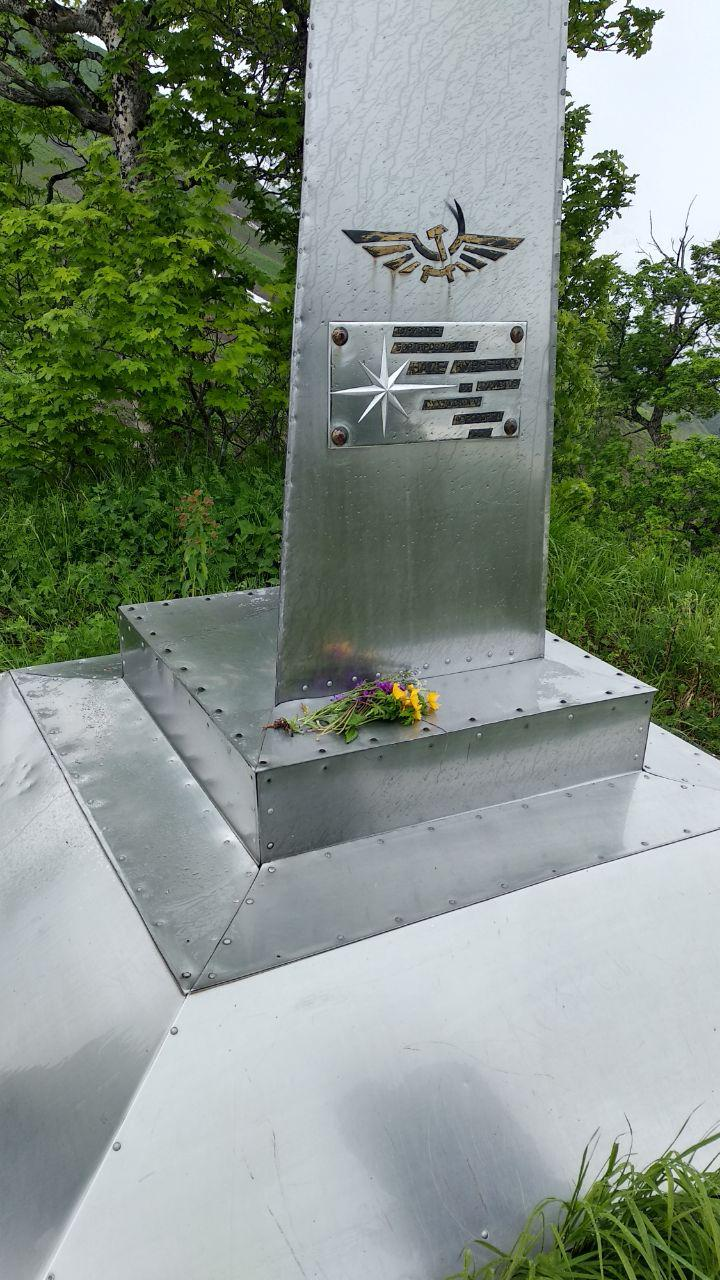
在俄羅斯與阿布哈茲邊境中紀念庫爾琴科的方尖碑。

## 另見
- 塔瑪拉·扎爾卡亞：在蘇聯民航3739號班機劫機事件同樣被劫機者殺害的空服員
- 蘇聯民航244號班機劫機事件